# Twice the Love
Twice the Love è un album del musicista statunitense George Benson, pubblicato dall'etichetta discografica Warner Bros. nel 1988.
La versione standard del disco contiene 10 tracce, mentre nell'edizione australiana è presente come brano conclusivo Let Go.

## Tracce

### Lato A
1. Twice the Love
2. Starting All Over
3. Good Habit
4. Everybody Does It
5. Living on Borrowed Love

### Lato B
1. Let's Do It Again
2. Stephanie
3. Tender Love
4. You're Still My Baby
5. Until You Believe